# Водяное (Омская область)
Водяно́е — деревня в Исилькульском районе Омской области, в составе Солнцевского сельского поселения
Население — 335 (2010)

## География
Деревня расположена в лесостепи в пределах Ишимской равнины, относящейся к Западно-Сибирской равнине. К северу расположен Камышловский лог. К северо-востоку расположено озеро Солёное. В окрестностях деревни — редкие осиново-берёзовые колки. В понижениях — небольшие болотца. Распространены чернозёмы остаточно-карбонатные и солонцы луговые (гидроморфные). Высота центра населённого пункта — 120 метров над уровнем моря.
По автомобильным дорогам расстояние до областного центра города Омск — 150 км, до районного центра города Исилькуль 17 км, до административного центра сельского поселения села Солнцевка — 6 км. Ближайший населённый пункт деревня Петроква, расположенная к западу от Водяного.. Ближайшая железнодорожная станция расположена в городе Исилькуль.
Климат
Климат умеренный континентальный (согласно классификации климатов Кёппена-Гейгера — тип Dfb). Среднегодовая температура положительная и составляет +1,2 °С, средняя температура самого холодного месяца января −17,6 °C, самого жаркого месяца июля +19,5 °С. Многолетняя норма осадков — 378 мм, наибольшее количество осадков выпадает в июле — 65 мм, наименьшее в феврале и марте — 13 мм
Часовой пояс
Водяное, как и вся Омская область, находится в часовой зоне МСК+3. Смещение применяемого времени относительно UTC составляет +6:00.

## История
Основана переселенцами из Поволжья в 1902 году. До 1917 года — лютеранско-баптистское село в составе Ново-Екатериновской волости Омского уезда Акмолинской области. В 1913 году открыта первая школа. В годы коллективизации образован колхоз «Водяное», с 1954 года — колхоз имени Хрущева.
Название
Русское название от озера Водяное, возле которого находится село.

## Население
| 1920 | 1926 | 1970 | 1979 | 1989 | 2002 | 2010 |
| ---- | ---- | ---- | ---- | ---- | ---- | ---- |
| 107  | ↗146 | ↗282 | ↘264 | ↗341 | ↗380 | ↘335 |

В 1989 году 73 % населения составляли немцы.